# 29160 São Paulo
29160 São Paulo è un asteroide della fascia principale. Scoperto nel 1989, presenta un'orbita caratterizzata da un semiasse maggiore pari a 2,5621276 au e da un'eccentricità di 0,0869436, inclinata di 5,04559° rispetto all'eclittica.
È dedicato alla omonima città brasiliana.